# (37435) 2111 P-L
2111 P-L (asteroide 37435) é um asteroide da cintura principal. Possui uma excentricidade de 0.07048590 e uma inclinação de 10.54153º.
Este asteroide foi descoberto no dia 24 de setembro de 1960 por Cornelis Johannes van Houten e Ingrid van Houten-Groeneveld e Tom Gehrels em Palomar.